# Stefan Niemricz
Graf Stefan Niemricz (* um 1630; † nach 1678) war ein kurbrandenburgischer Generalfeldzeugmeister und Gesandter in Polen.

## Leben
Graf Niemricz war zunächst Unterkämmerer von Kiew und zeichnete sich im Zweiten Nordischen Krieg gegen die Schweden aus.  Vermutlich in Folge des Russisch-Polnischen Krieges und den damit einhergehenden territorialen Verschiebungen (Kiew kam an Russland) begab er sich in kurbrandenburgische Dienste und war am 22. Februar 1675 ebd. Generalfeldzeugmeister, Geheimer Regierungsrat und Kämmerer, wofür er 2000 Taler jährliches Gehalt bezog. Vom 14. August bis zum 13. Oktober 1678 war er kurbrandenburgischer Gesandter in Polen. Hiernach sind keine weiteren Nachrichten von ihm übermittelt.